# عبدالله بن سهیل
عبدالله بن سهیل (به عربی: عبد الله بن سهيل) از یاران و صحابه محمد بود. او همچنین پسر سهیل بن عمرو از بزرگان قبیله قریش و برادر ابوجندل بن سهیل بود‌.

## زندگی
عبدالله بن سهیل در حدود سال ۵۹۴ در مکه به دنیا آمد. پدرش سهیل بن عمرو از قبیله بنی‌عامر قریش بود، و مادرش فاخته بنت عامر بن نوفل بن عبدمناف بود.

## گرویدن به اسلام‌
عبدالله قبل از جنگ بدر مسلمان شده بود، اما راهی برای پیوستن به مسلمانان مدینه نداشت. خروج از مکه و مسلمان شدن آشکار برای عبدالله به دلیل نفوذ نیرومند پدرش و جایگاه گرانقدرش در قریش برای عبدالله دشوار بود. عبدالله طرحی برای تغییر طرف و پیوستن به نیروهای مسلمانان در بدر تنظیم کرد. او با بقیه مشرکان قریش و پدرش به سوی بدر رفت و منتظر ماند تا آن دو نیرو به قدری نزدیک به هم اردو زدند که هر دو در دید یکدیگر قرار گرفتند. با نزدیک شدن به اردوگاه مسلمانان، عبدالله به طرف محمد گریخت و روز بعد در کنار آنها جنگید.
گرايش نسبتا زودهنگام او به اسلام و شركت در جنگ بدر بعنوان يك مسلمان، وی را در موقعيت محترم صحابه قرار می‌دهد. گفته می‌شود که وی در اولین مهاجرت به
حبشه شرکت کرده است. عبدالله بن سهیل همچنین در نبرد‌های احد، خندق و یمامه شرکت‌ داشت.

## درگذشت
عبدالله در سن ۳۸ سالگی در سال ۶۳۲ در نبرد یمامه کشته شد. همسر خواهرش ابوحذیفه بن عتبه، سالم مولی ابی‌حذیفه و زید بن خطاب همگی چند ثانیه پس از او کشته شدند.
خالد بن ولید پس از مرگش گفت، كه او به وظیفه خود عمل كرده و هنگامى كه رسول خدا از دنیا رفت از او راضی بود و برای او دعا كرد تا به بهشت برود.